# اندیس دره شریف
دره شریف یک اندیس فلزی است که در حوالی شهر بستاب استان یزد قرار دارد و مادهٔ معدنی موجود در آن، سرب و روی است.  